# Лангур чубатий
Лангур чубатий (лат. Trachypithecus pileatus) — вид приматів з роду Trachypithecus родини мавпові.

## Підвиди
Є чотири підвиди цього виду:
- Trachypithecus pileatus pileatus
- Trachypithecus pileatus durga
- Trachypithecus pileatus brahma
- Trachypithecus pileatus tenebricus

## Опис
Довжина голови й тіла самців: 53–71 см, самиць: 49–66 см, довжина хвоста самців: 86–100 см, самиць: 83–96 см, вага самців: 11.5–14.0 кг, самиць: 9,5–11,5 кг. Хутро темно-сіре або чорне на спині, живіт, як правило, кремового кольору або жовтувате, але також може бути помаранчевим або червонуватим. Темне обличчя оточене світлим волоссям, на голові волосся подовжене. Лангур чубатий має сіро-жовтий живіт, T. p. brahma має білий живіт і разюче яскраво-жовте волосся. T. p. durga характеризується помаранчевим животом; Т. р. tenebricus має темнішу спину, ніж інші підвиди, самці цього підвиду мають живіт білий і світло-червоний у самиць.

## Поширення
Країни проживання: Бангладеш; Бутан; Індія (Ассам, Маніпур, Мегхалая, Нагаленд); М'янма. Природним середовищем проживання є субтропічні або тропічні сухі ліси.

## Стиль життя
Ці тварини є денними, переважно деревними і листоїдними. Вони проживають у субтропічних вічнозелених, широколистяних, хвойних і бамбукових лісах. Тривалість життя, як і в інших видів роду, має бути 10–12 років. Вони живуть в групах від 2 до 15 тварин, як правило гаремами з одного самця, кількох самиць і потомства. Решта самців живуть поодинці або в холостяцьких групах. Ці тварини є територіальними, але оселища різних груп значно перекриваються.

## Загрози та охорона
На вид найбільше впливає зміна середовища проживання людьми. Крім того, на цих тварин полюють заради м'яса та інших частин тіла, і як домашніх тварин. Занесений в Додаток I СІТЕС. Цей вид зустрічається у великій кількості охоронних територій по всьому ареалу.